# ニュースEyeランドf
『ニュースEyeランドf』（ニュースアイランド フォルテ）は、1996年10月1日から2000年3月31日までサンテレビが放送していたニュース番組である。放送時間は毎週月曜 - 金曜 21:30 - 21:55 （日本標準時）。

## 概要
当時夕方に放送されていた『ニュースEyeランド』の姉妹番組で、同番組で取り上げられた内容のリピート放送を行っていた。また、同番組が時間内に伝えきれなかった情報や同番組の終了後に入ったニュースも伝えていた。
『ニュースEyeランド』本編との一本化によって当番組は終了。2000年4月からは替わって『ニュースEyeランド』がこの時間帯に放送されていた。

## 出演者
- 林英夫（当時サンテレビアナウンスチーフ～報道部長）も務めた。
- 藤村徹（当時サンテレビアナウンサー）
- 南あずさ（当時サンテレビアナウンサー） - 月曜・火曜・水曜担当。
- 斉藤弓子（ボイスプロダクション所属の契約アナウンサー） - 木曜・金曜担当。

## テーマ曲
地元神戸市出身のジャズピアニスト・小曽根真の楽曲をテーマ曲に用いていた。小曽根の曲は、2000年4月からこの時間帯に放送の『ニュースEyeランド』でも天気予報のBGMとして使われていた。